# Kraanbergbos
Het Kraanbergbos is een bos in de Belgisch-Limburgse gemeente Houthalen-Helchteren dat door het Vlaams Gewest wordt beheerd.
Het bos bestaat uit een twee delen. Kraanberg Noord, ook wel Helchterenbos genoemd, ligt ten noordwesten van Helchteren en grenst aan het militair domein Koersel-Hechtel. Kraanberg Zuid ligt ingesloten tussen Lillo, natuurgebied Galgenberg, Lindeman en het Remostort. Tussen beide bosdelen ligt het particulier landgoed Hoeverheide.

## Fauna en flora
Oorspronkelijk was het Kraanbergbos heidegebied met berkenbosjes en kleinschalige landbouw dat met de komst van de Limburgse steenkoolmijnen met naaldhout bebost werd. Sinds 1990 wordt het naaldhoutbos geleidelijk omgevormd tot gemengd bos met een groot aandeel loofhout (zomereik en berk). Een groot deel van het gebied wordt ingenomen door zandgroeven welke opgevuld werden met afvalstoffen en daarna bebost werden.
Het domeinbos Kraanberg bestaat voornamelijk uit Corsicaanse den en grove den. De onderetage bevat een natuurlijke verjonging van berk, lijsterbes, zomereik, spork en hulst. De kruidlaag wordt, afhankelijk van de bodem, gedomineerd door grassen zoals bochtige smele en pijpenstrootje. In het bos vindt men vossen, ree, konijnen en hazen.

## Galerij

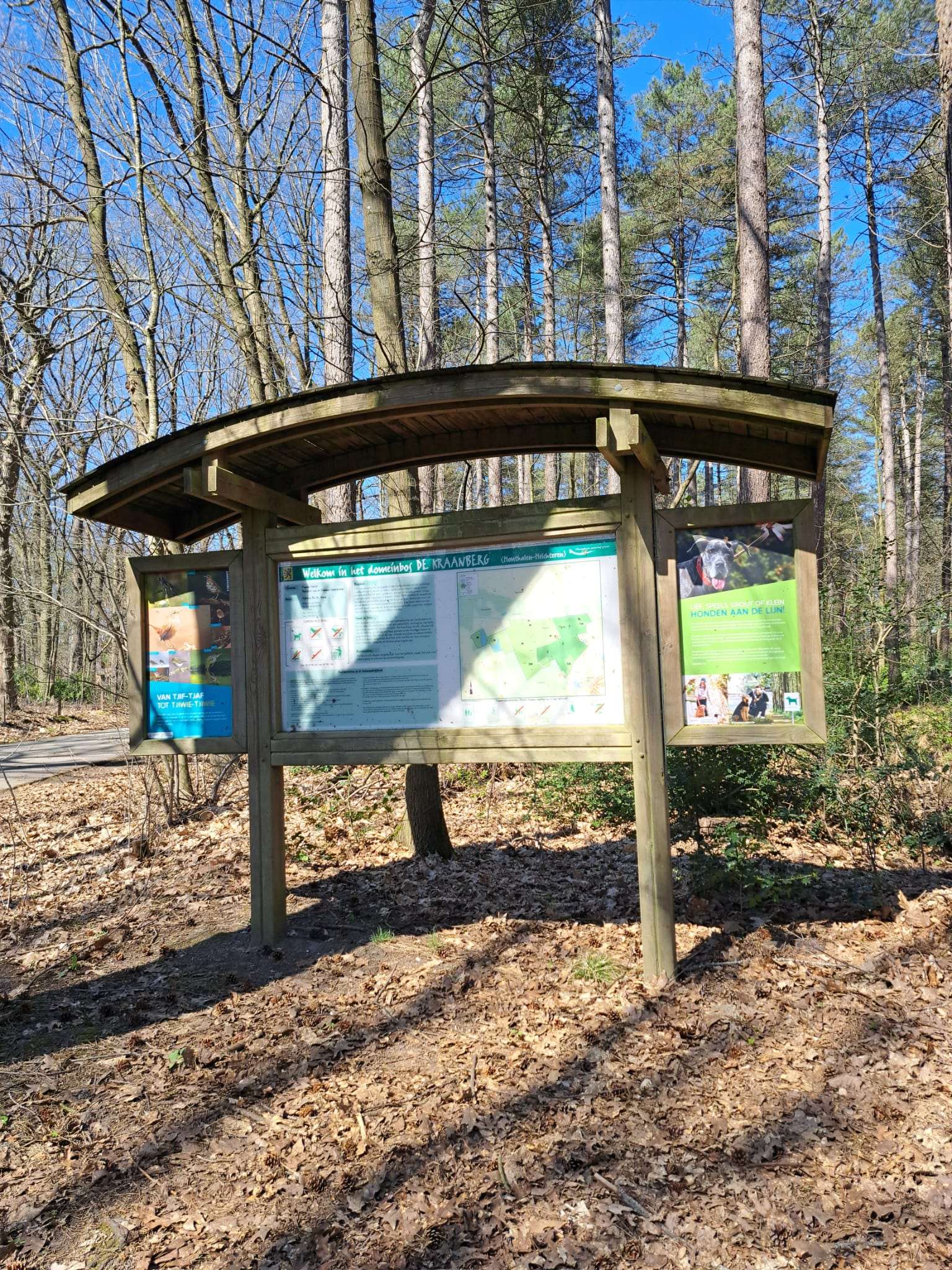
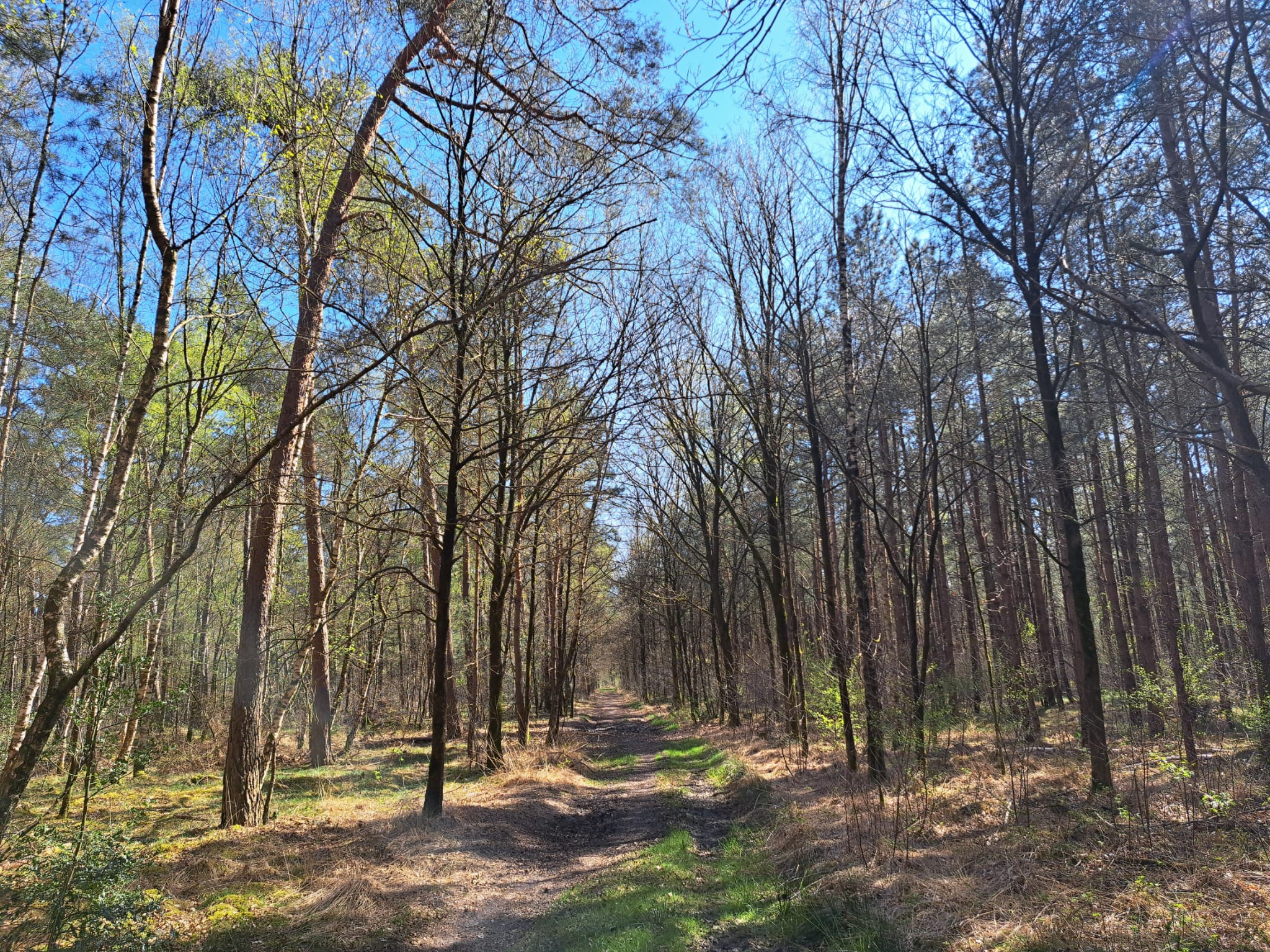
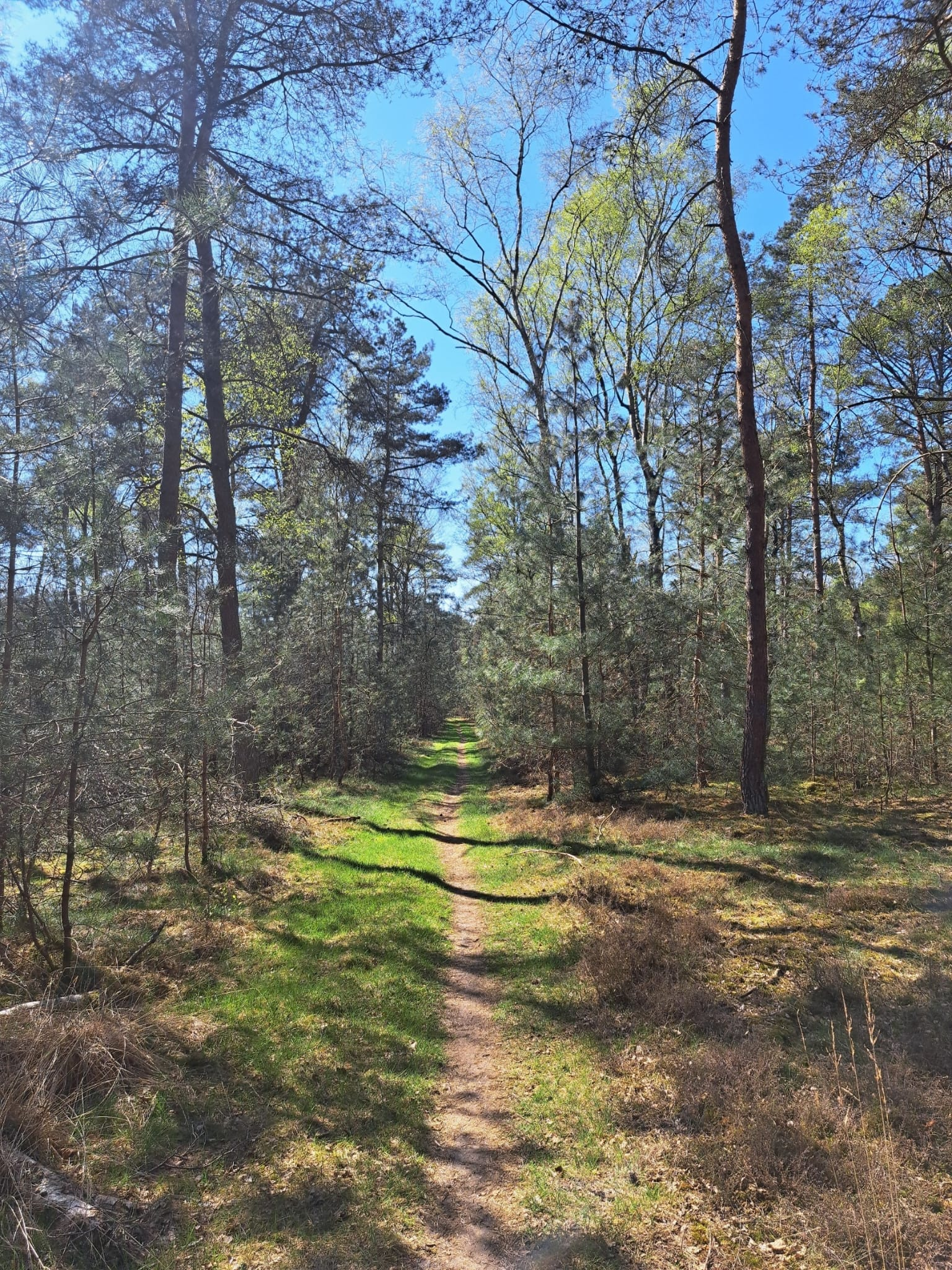
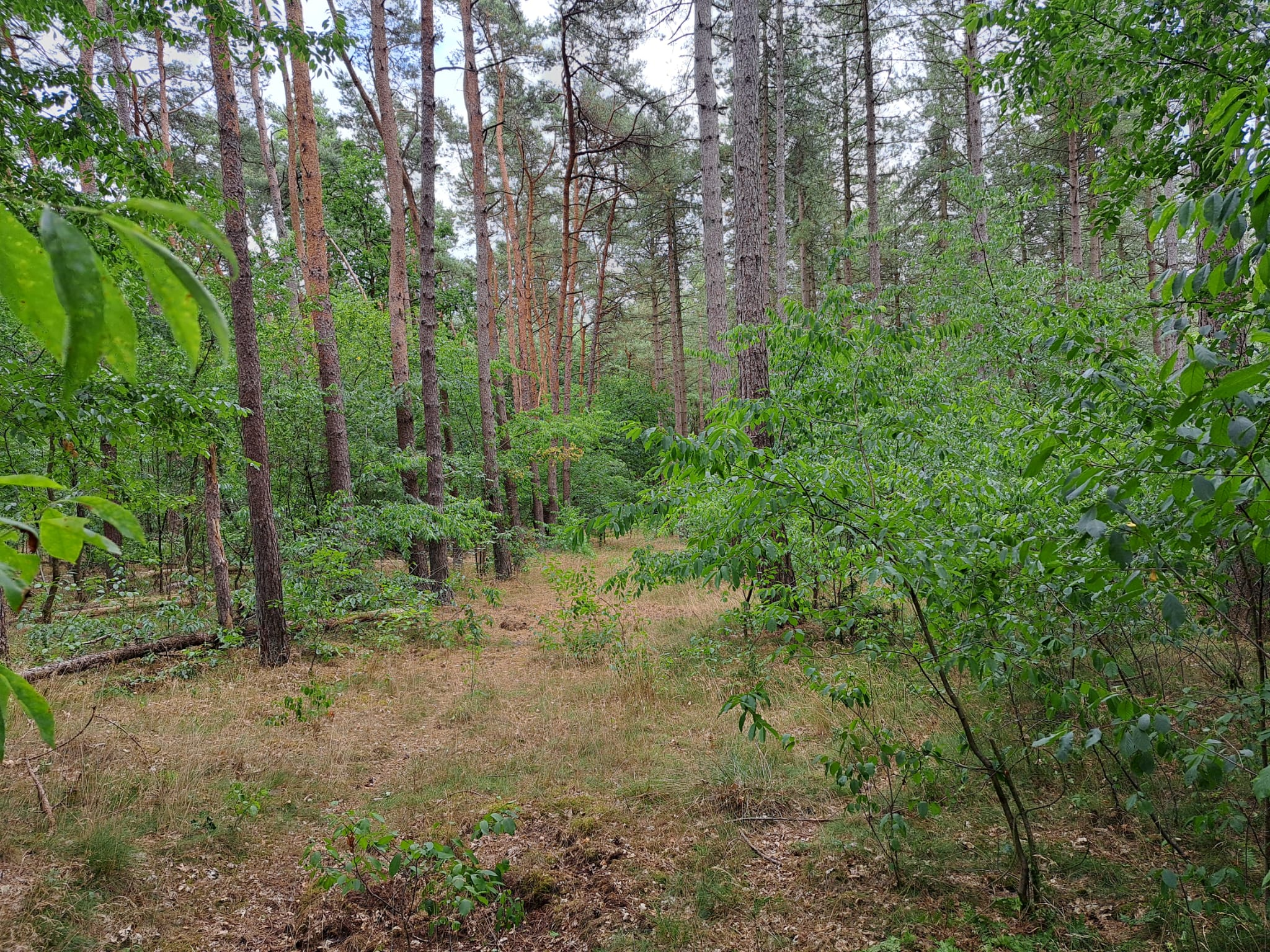
Kraanberg-Zuid